# 小手指台
小手指台（こてさしだい）は、埼玉県所沢市にある町名。単独町名で丁目の設定は無い。郵便番号は、359-1148。

## 地理
所沢市内の中央西部、小手指地区に所属し、西武池袋線小手指駅の南方で、同池袋線・狭山線西所沢駅西側に位置する。
近隣の上新井、山口、小手指南、小手指元町、小手指町と隣接する。地区内にはマンション群や国道、県道沿いに商業施設が立ち並ぶ。地区北側を所沢入間バイパス（国道463号および東京都道・埼玉県道4号東京所沢線）が、また大六天交差点から南に埼玉県道・東京都道179号所沢青梅線が通っている。

### 地価
住宅地の地価は、2015年（平成27年）1月1日の公示地価によれば、小手指台33番3の地点で13万4000円/m2となっている。

## 歴史
- 2009年（平成21年）9月5日 - 大字上新井地区全域と大字山口地区の一部の町名･地番が変更され、国道463号バイパス以南が小手指台となる[6]。

旧地区名
現在の小手指台となった旧地区は以下の通り。
| 大字   | 小字       |
| ------ | ---------- |
| 山口   | 大六天     |
| 山口   | 梨子ノ木戸 |
| 上新井 | 西前       |

## 世帯数と人口
2017年（平成29年）9月30日現在の世帯数と人口は以下の通りである。
| 町丁     | 世帯数  | 人口    |
| -------- | ------- | ------- |
| 小手指台 | 833世帯 | 1,986人 |

## 交通

### 鉄道
町内に鉄道は無く、最寄駅は東部では西武池袋線・狭山線の西所沢駅（約1 km東）。また西部からは西武池袋線小手指駅が利用可能な範囲にある（約1.2 km北西）。

### 道路
- 所沢入間バイパス（国道463号および東京都道・埼玉県道4号東京所沢線）
- 埼玉県道・東京都道179号所沢青梅線

交差点
- 「梨子の木戸」・「大六天」・「大六天（北）」・「北野保育園南」

バス
- 西武バス - 地区内のバス停は「大沢橋」・「大六天北」・「大六天」

## 施設
公共
- 梨子ノ木戸公園
- 大六天自治会館

史跡
- 道知稲荷神社

## 小・中学校の学区
市立小・中学校に通う場合の学区（校区）は以下の通り。
| 町丁     | 番・番地 | 小学校                             | 中学校                             |
| -------- | -------- | ---------------------------------- | ---------------------------------- |
| 小手指台 | 全域     | 所沢市立小手指小学校（小手指元町） | 所沢市立小手指中学校（小手指元町） |